# Antico Caffè Greco

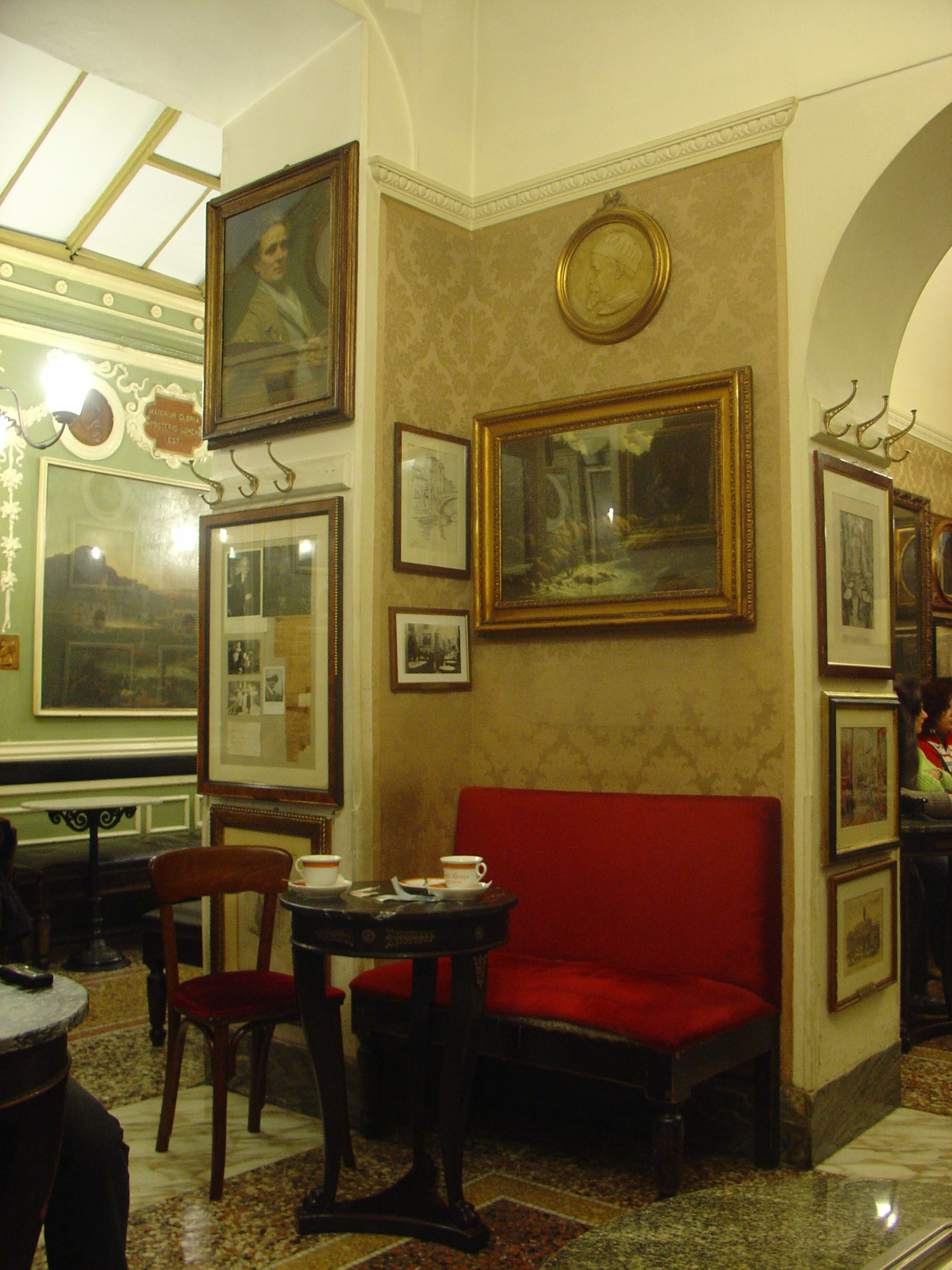
Interior del Antico Caffè Greco.

El Antico Caffè Greco, o Caffè Greco, es un histórico café abierto en 1760 en el número 86 de la via Condotti, en Roma. Está considerado el café más antiguo de la ciudad y el segundo más antiguo de Italia, solo superado por el Caffè Florian, de Venecia, de 1720.
Entre los personajes que lo visitaron puede citarse a Franz Liszt, Goethe, Schopenhauer, Stendhal, Keats, Bertel Thorvaldsen, Lord Byron, Henrik Ibsen, Hans Christian Andersen, Richard Wagner o Felix Mendelssohn. A mediados del siglo xix fue frecuentado por pintores españoles pensionados en la ciudad eterna, como Eduardo Rosales, Casado del Alisal, Mariano Fortuny o Dióscoro Puebla.
En la década de 1950 tuvo entre sus clientes a María Zambrano y Ramón Gaya, exiliados en Roma, y al cineasta Orson Welles. Sigue conservando en el siglo xxi su aureola como refugio para escritores, artistas e incluso políticos instalados o en tránsito por la capital italiana.